# Blind Zero
Os Blind Zero são uma banda portuense de rock. Formados em 1994 no Porto, os Blind Zero rapidamente atingem o estatuto de "Next Big Thing", tornando-se numa das mais importantes referências da música portuguesa das décadas de 1990 e 2000. 

## Carreira

### 1994-2000: Inícios da carreira, Trigger,RedcoasteOne Silent Accident
Os Blind Zero nasceram em 1994. O seu primeiro EP Recognize (1995) esgotou em apenas nove dias e tornou-se uma peça de colecção. O álbum Trigger (1995), primeiro trabalho de originais, produzido por Ronnie S. Champagne, um produtor de Los Angeles que havia trabalhado com bandas como Jane´s Addiction, Alice in Chains, Remy Zero e Deconstruction. O disco teve o condão de agitar o panorama musical português de uma forma que poucos poderiam prever: foi dos primeiros discos de Rock de uma banda portuguesa a atingir o galardão de disco de ouro (???). O ano de 1996 revelaria uns novos Blind Zero: Flexogravity (EP), um disco com muito de experimental e de fusão, partilhado com a banda de Hip-Hop Mind da Gap; Rock, Hip-Hop, Industrial, Trip-Hop, Cabaret. Esta junção, surpreendente e inovadora para muitos, foi reconhecida como o EP do ano.
Era altura para um formato mais acústico. Transradio, um dos primeiros Enhanced CD (CD Extra) europeus, traz-nos o lado mais introspectivo dos Blind Zero, conjuntamente com muito material interactivo. Gravado ao vivo na Antena 3, transporta-nos para o lado de dentro das canções, mutuando-as de encontro à sensibilidade de quem as criou e recriou. Meses mais tarde, foram convidados para participarem no SCYPE ("Song Contest for Youth Programs in Europe"), festival que reúne bandas de todo o continente europeu. Gravando propositadamente um novo original (My House), ganharam o concurso.
Dois anos após a edição do seu primeiro álbum, os Blind Zero começam as sessões que resultariam em Redcoast (1997). Redcoast é mais do que Rock; é uma mistura de ambientes, sons e emoções. Este novo disco foi produzido por Michael Vail Blum (produtor norte americano que já havia deixado a sua marca em bandas e artistas como os Suicidal Tendencies, Madonna, Roxy Music, 3T, Tura Satana, Goo Goo Dolls, Jewel). "Redcoast" foi masterizado nos estúdios da Sony Music/New York por Mark Wilder, recentemente galardoado com um Grammy Award. 
Em 1998 gravaram com Mário Caldato o tema The Wire para o projecto Tejo Beat (98), disco que reuniu algumas das mais relevantes bandas do meio musical português num único e irrepetível trabalho de originais.  Vencem o Scype (concurso realizado pelas várias rádios europeias) com o tema "My House".
Em 1999, os Blind Zero passam grande do tempo a escrever novas canções para o seu terceiro trabalho de longa duração. Em 2000, resolvem entrar em estúdio para gravar One Silent Accident. Neste disco, trabalharam com o produtor Don Fleming (Sonic Youth, Hole, Posies, Screaming Trees, Teenage Fan Club, Gumball, Alice Cooper...). One Silent Accident contém a subtileza e encantamento de Another One e Lately, a contemporaneidade de Daily Matters, a corrente lenta e espessa de "Seeds", a emoção forte de Then You Wait, a urbanidade psicadélica de Lowstreetsidewalksequence e a raiva incontida de Hell Around.

### 2000-2004: Expansão na carreira,A Way to Bleed your Lovere tournée
Em 2002, gravam uma versão de um dos mais emblemáticos temas de David Bowie, Heroes, para o disco "Mundial 2002".
Os Blind Zero escolheram o mês de Janeiro de 2003 para o início das sessões de gravação do seu novo disco de originais. A Way to Bleed your Lover, com produção de Mário Barreiros (Clã, Ornatos Violeta, Pedro Abrunhosa, entre outros), marca a entrada de um novo elemento para a banda, Miguel Ferreira. Com participações de Jorge Palma e Dana Colley (Twinmen/ex-Morphine), este disco é o reflexo de um novo momento. Um novo imaginário, atitude e um enorme passo em frente na direcção do que de mais profundo se pode resgatar da melhor tradição de escrita de canções. Simultaneamente, um outro mapa sonoro, que substitui a aridez do anterior registo por ambientes mais planantes e trilhos sonoros mais densos e complexos, onde as emoções e as personagens estão, mais do que nunca, no limite, no reflexo da pele, entre o negro e as estrelas. 
Em Maio, os Blind Zero são convidados pela MTV para realizar, em Milão, um “MTV Live”. A transmissão deste concerto teve honras de abertura no lançamento da MTV Portugal. Depois de muitos concertos em grandes espaços (onde se destaca o memorável concerto do Festival Sudoeste, com a presença em palco de Jorge Palma), os Blind Zero encetam a Tour de Force, uma Tour em pequenos espaços pelas dezoito capitais de distrito do País, reinventando todo um circuito que se encontrava aparentemente adormecido. Tocando olhos nos olhos, em concertos íntimos e absolutamente únicos.
Quase no fim do ano, na cerimónia de entrega de prémios do MTV Europe Music Awards 2003, realizada em Edimburgo, os Blind Zero vencem a categoria “Best Portuguese Act”. Foi a primeira vez que a MTV atribuiu um prémio a uma banda portuguesa.
Em Dezembro, A Way to Bleed your Lover foi considerado um dos melhores discos do ano por parte da imprensa especializada. Os Blind Zero foram, também, eleitos a melhor banda ao vivo do ano.
Em 2004, os Blind Zero comemoraram os seus 10 anos de percurso, celebrando o acontecimento no Porto, no mês de Março, com um “Concerto especial 10 anos”, onde para além de uma envolvência única e de diversos convidados especiais, puderam ser ouvidos temas nunca ou raramente tocados pela Banda, num espectáculo irrepetível.

### 2005-2009:The Night Before And A New Daye álbum ao vivo
O álbum The Night Before And A New Day (2005) trás a mudança do guitarrista dos últimos 10 anos Marco Nunes pelo Pedro Vidal e carrega em si mesmo um brilho indisfarçável. Conserva resquícios da intensidade relacional e do precipício psicológico de outras eras, mas aponta o caminho da redenção, da liberdade, da luz.
O grupo faz uma versão de "Drive" dos The Cars e realiza uma digressão por vários anfiteatros nacionais. Em 2007 é editado Time Machine (memories undone) - Live Best of unplugged.

### 2009-2010:Luna Park
Em 2009 é disponibilizado o single Slow Time Love.
Já em Março de 2010, os Blind Zero editam um novo single do álbum Luna Park, intitulado Snow Girl.
O disco Luna Park foi lançado em Maio de 2010.
Kill Drama foi lançado em Abril de 2013.

## Membros
- Miguel Guedes - voz
- Vasco Espinheira - guitarra
- Nuxo Espinheira - baixo
- Pedro Guedes - bateria
- Bruno Macedo - guitarra
- Jonny Abbey - guitarra
- Sérgio Alves - teclado

## Discografia

### EP
- Recognize (1995, CD, EMI-Valentim de Carvalho)[3]
- Flexogravity - com Mind da Gap (1996, CD, NorteSul)

Capa do álbum Luna Park (CD, 2010) de Blind Zero.

### Álbuns de estúdio
- Trigger (1995, CD, NorteSul)[4]
- Redcoast (1997, CD, NorteSul)[5]
- One Silent Accident (2000, CD, NorteSul)[6]
- A Way To Bleed Your Lover (2003, CD, Universal Music Portugal)[7]
- The Night Before And A New Day (2005, CD, Universal Music Portugal)[8]
- Luna Park (2010, CD, Red Lemon Music)
- Kill Drama (2013, CD, Red Lemon Music)
- Kill Drama II (2015, CD, Red Lemon Music)
- Often Trees (2017)

### Ao vivo
- Transradio (1996, CD, NorteSul) Gravado ao vivo no auditório da Antena 3, a 13 de Maio de 1996.[9]
- MTV - Live in Milan (2004, DVD, Universal Music)[10]
- Time Machine (Memories Undone) - Live Best of Unplugged (2007, DVD, Universal Music) Gravado durante a digressão acústica "Confidências", entre Março e Setembro de 2006.[11]

### Compilações
- Ritual Rock I(1995, CD, Numérica) Tema: "Woman"
- República das Bananas (1995, CD, Numérica) Tema: "Simple Man"[12]
- 100 % Antena 3 (1996, CD, Musica Alternativa) Tema: "Keeping In Wonder"[13]
- Ao vivo na Antena 3 (1998, CD, NorteSul) Temas: "No Soul" e "Maniac Inland"[14]
- Tejo Beat (1998, CD, NorteSul) Tema: "The Wire"[15]
- Morangos com Açúcar: Os Temas da Série 3 (2006, CD, Farol Música) Tema: "Shine on"[16]
- Sons de Todas as Cores (?) Tema: "Weeping Song"
- Rital Video Clips '97 (?) Tema: "Trace" (video)
- Mundial 2002 (?) Tema: "Heroes"